# Нова кинематографија (1960-1972)
Нова кинематографија (порт. [siˈne.mɐ ˈno.vu] или Cinema Novo/Синема Ново), је жанр и покрет филма познат по свом нагласку на друштвеној једнакости и интелектуализму који је постао истакнут у Бразилу током 1960-их и 1970-их.
Покрет је настао као одговор на класне и расне немире у Бразилу и Сједињеним Државама. Под утицајем италијанског неореализма и француског новог таласа, филмови произведени под идеологијом Синема Ново супротставили су се традиционалној бразилској кинематографији, која се првенствено састојала од мјузикла, комедија и епова у холивудском стилу.
Глаубер Роша се сматра најутицајнијим филмским ствараоцем из овог покрета. Данас се покрет често дели на три узастопне фазе које се разликују по тону, стилу и садржају.

## Утицаји
Бразилски филмски ствараоци обликовали су Синема Ново према жанровима познатим по субверзивности: италијански неореализам и француски нови талас. Џонсон и Стем даље тврде да Синема Ново има нешто заједничко „са совјетским филмом двадесетих година“, који је, попут италијанског неореализма и француског новог таласа, имао „склоност ка теоретисању сопствене кинематографске праксе.“ Италијански неореалистички филм се често снимао са непрофесионалним глумцима и приказаним грађанима радничке класе током тешких економских времена након Другог светског рата. Француски нови талас је у великој мери црпио из италијанског неореализма, пошто су редитељи Новог таласа одбацили класичну кинематографију и прихватили иконоклазам.
Неки заговорници Синема Ново су били „презирни према политици [француског] новог таласа“, сматрајући његову тенденцију да стилски копира Холивуд као елитистички. Али филмске ствараоце Синема Ново је у великој мери привукла употреба ауторске теорије од стране француског новог таласа, која је омогућила редитељима да праве нискобуџетне филмове и развију личне базе обожавалаца.

## Утицајни филмови

### Прва фаза
- Aruanda (1960)
- Arraial do Cabo (1960)
- Cinco Vezes Favela (1962)
- Barravento (1962)
- The Unscrupulous Ones (1962)
- Ganga Zumba (1963)
- Barren Lives (1963)
- Black God, White Devil (1964)
- The Guns (1964)

### Друга фаза
- A Facelida (1965)
- The Challenge (1966)
- Entranced Earth (1967)
- The Brave Warrior (1968)
- Hunger for Love (1968)
- The Red Light Bandit (1968)

### Трећа фаза
- Macunaíma (1969)
- Antonio das Mortes (1969)
- Of Gods and the Undead (1970)
- The Heirs (1970)
- How Tasty Was My Little Frenchman (1971)
- Pindorama (1971)
- São Bernardo (1972)
- Iracema: Uma Transa Amazônica (1974)